# Zamudio SD
A Zamudio SD, teljes nevén Zamudio Sociedad Deportiva, baszkul Zamudio Kirol Elkartea spanyolországi, baszkföldi labdarúgócsapatot 1943-ban alapították, 2017/18-ban a negyedosztályban szerepel.

## Statisztika
| Szezon      | Osztály    | Poz. | Copa del Rey |
| ----------- | ---------- | ---- | ------------ |
| 1943-44-től | Regionális | —    |              |
| 1993-94-ig  | Regionális | —    |              |
| 1994/95     | 3ª         | 10.  |              |
| 1995/96     | 3ª         | 2.   |              |
| 1996/97     | 2ªB        | 18.  |              |
| 1997/98     | 3ª         | 15.  |              |
| 1998/99     | 3ª         | 19.  |              |
| 1999/00     | Div. Honor | —    |              |
| 2000/01     | 3ª         | 5.   |              |
| 2001/02     | 3ª         | 15.  |              |

| Szezon  | Osztály    | Poz. | Copa del Rey |
| ------- | ---------- | ---- | ------------ |
| 2002/03 | Div. Honor | —    |              |
| 2003/04 | 3ª         | 11.  |              |
| 2004/05 | 3ª         | 5.   |              |
| 2005/06 | 3ª         | 16.  |              |
| 2006/07 | Div. Honor | —    |              |
| 2007/08 | 3ª         | 4.   |              |
| 2008/09 | 3ª         | 9.   |              |
| 2009/10 | 3ª         | 9.   |              |
| 2010/11 | 3ª         | —    |              |